# Robin Brooke
Robin Matthew Brooke (Warkworth, 10 dicembre 1966) è un ex rugbista a 15 neozelandese, seconda linea della provincia di Auckland nonché dei Blues in Super Rugby e 62 volte internazionale per gli All Blacks.

## Biografia
Robin Brooke esordì nella formazione provinciale di Auckland nel 1987, un anno dopo il suo fratello maggiore Zinzan; nel 1992 debuttò negli All Blacks in un test match contro l'Irlanda e prese parte alla Coppa del Mondo di rugby 1995 in Sudafrica giungendo fino alla finale persa contro gli Springbok.
Nel 1995, con l'avvento del professionismo, entrò a fare parte della franchise di Auckland dei Blues, con i quali vinse i primi due titoli del Super Rugby, nel 1996 e 1997.
Prese, ancora, parte alla Coppa del Mondo di rugby 1999, torneo in cui disputò la sua ultima partita internazionale, la semifinale di torneo persa contro la Francia.
Fino al 2001 continuò a rappresentare sia i Blues sia la provincia di Auckland, di entrambi dei quali era divenuto capitano; si ritirò alla fine di tale anno, dopo 14 stagioni di rugby di club.
Dopo la fine della carriera agonistica si è dedicato all'attività imprenditoriale nel campo della distribuzione alimentare, ed è proprietario di un supermercato nella sua città natale.
Robin Brooke vanta anche diversi inviti nei Barbarians, gli ultimi dei quali nel 2001.

## Palmarès
- Super Rugby: 2
Blues: 1996, 1997
- National Provincial Championship: 9
Auckland: 1987, 1988, 1989, 1990, 1993, 1994, 1995, 1996, 1999